# Bakal (Rusia)
Bakal (en ruso: Бака́л) es una ciudad ubicada al oeste del óblast de Cheliábinsk, Rusia —junto a la frontera con la república de Baskortostán—, a 264 km al oeste de Cheliábinsk, la capital del óblast. Su población en el año 2010 era de 20 900 habitantes.

## Historia
Se fundó en 1757 por siervos para trabajar en las cercanas minas de hierro. De 1941 a 1943 existió en los alrededores un campo de trabajos forzados del Gulag. Recibió el estatus de ciudad en 1957.